# مارينر 8
مارينر 8 (بالإنجليزية: Mariner 8) والمعروف ب مارينر-H و مارينر المريخ 71(لأنه كان جنبا إلى جنب مع مارينر 9 في هذا المشروع)، كان الغرض منه الذهاب إلى مدار المريخ والعودة بالصور والبيانات، ولكن مشكلة تقنية جعلت من المسبار يخرج من الغلاف الجوي ويسقط في المحيط الهادئ حوالي 560 كيلوميتر شمال بورتوريكو،، بعد دقائق من إقلاعه.

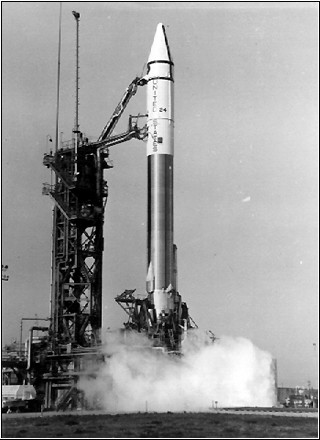
لحظة إقلاع مارينر 8

## روابط خارجية
- ملف برنامج مارينر 8 على نظام استكشاف الطاقة الشمسية في ناسا